# Parque de la Amistad (Belgrado)
El Parque de la amistad en Nuevo Belgrado es uno de los parques más grandes de Belgrado. Es proclamado el patrimonio cultural.

## Ubicación
Se encuentra en Nuevo Belgrado en la comunidad Ušće y se extiende a la gran zona verde desde el хотела Yugoslavia a lo largo de la orilla de Danubio y el río Sava hasta el Puente de Branko. Es bordeado de las calles bulevar de Mihajlo Pupin, Ušće y bulevar de Nikola Tesla. A través de los ríos Sava y Danubio limita con Isla Gran Guerra y Isla Pequeña Guerra, también con el centro de la ciudad Belgrado. El parque de la amistad consiste de 14 hectáreas. Para llegar al parque hay que usar el transporte urbano, las líneas de bus 15 y 84.

## La naturaleza y deporte
El Parque contiene gran número de áreas verdes y árboles y se extiende hasta los ríos Sava y Danubio. Es recomendable para pasear, hacer deporte o relajar en la naturaleza. En el parque hay un carril bici y una pista de carreras. Aunque se encuentra cerca del centro de Belgrado, es tranquilo y por eso es uno de los parques favoritos de los ciudadanos de Belgrado. También, dentro del parque se encuentra el Patinar parque Ušće.

## La construcción y la historia
La idea de la fundación del Parque de la amistad de carácter de memorial vino de los goranis jóvenes que en el nombre de la organización de la primera conferencia del MPNA el año 1961 tomaron la decisión de fundar el parque memorial como símbolo de la luchas por la paz e igualdad de todos los pueblos del mundo. El Consejo de cultura y el Consejo de urbanismo del comité nacional de Belgrado apoyaron su iniciativa el 29 de agosto de 1961. La plantación del árbol plano de Titova el 7 de septiembre de 1961. se considera la gran inauguración del Parque. La primera solución preliminar fue hecha por el ingeniero Vladeta Đorđević, pero la solución final del aspecto y la organización de espacio del parque fue mostrado en el proyecto llamado “Potez” que ganó el primer premio en el concurso yugoslavo el año 1965. Parlamento de la ciudad Belgrado y el comité del cuidado de la construcción y el desarrollo del Parque anunció el concurso todoyugoslavo. La especificidad del tema fue un reto para los autores porque trataba del campo de la horticultura, un tema no tan común en el concurso, como también la posición del Parque entre los más importantes edificios del estado, el edificio del Consejo Ejecutivo Federal y el edificio anterior del Comité Central de la Liga de los Comunistas de Yugoslavia (hoy Torre Ušće), Museo de Arte Contemporáneo de Belgrado y Hotel Yugoslavia. En el concurso participaron 19 proyectos de los cuales tres fueron premiados y once comprados. El primer premio ganó el proyecto bajo el código “Potez” del arquitecto Milan Pališaški. El segundo premio compartieron los arquitectos Ranko Radović y Ljiljana Pekić, y el tercer premio ganó la arquitecta Mira Holambek-Bencler de Zagreb. La construcción del parque simbólicamente marcó la fundación del Movimiento de Países No Alineados y uno de sus fundadores era Yugoslavia. El proyecto del arquitecto Pališaški según el jurado de selección presenta una solución precisa con las divisiones geométricas y la monumentalidad acentuada, es ceremonial y representativo.

## La avenida del paz
En la parte central del parque se encuentra la avenida del paz con el obelisco memorial ”La llama eterna. En el Parque se encuentra la estatua de flor de la escultora Lidija Mišić. La avenida de paz con los 26 árboles planos los cuales plantaron los hombres de estado durante la conferencia de MPNA en Belgrado hasta el año 1989, mide 180 metros, lo que presenta el número de los países que tenían compromiso por la paz a través de la así llamada política de la коегзистенције tranquila y activa. Todos los participantes de la primera conferencia plantaron la misma planta - plátano.
La elección de los plátanos se basa en su longevidad, lo que enfatiza la idea de establecer la paz duradera en el mundo. Al lado de cada árbol plantado se encuentra una placa con nombres de los hombres de estado y de sus países, el año de la plantación del árbol y su nombre latín, Plаtаnus аcerofiliа. Las siembras del plátanos están colocadas a distancia de 8 metros para que puedan fundirse a cierta altura de su crecimiento y así formar las series verdes únicas que también eran un símbolo de conexión de todos los pueblos a través de la idea común. De la solución del concurso hasta hoy solo 9,5 hectáreas de la superficie del parque fueron realizadas. Aunque poco de la idea original del arquitecto Pališaški fue realizado, la especificidad de la formación de un parque moderno es básicamente presente hoy en día.

## El monumento “La llama eterna“
El monumento “La llama eterna” se encuentra en el parque y fue construido para comemoar las víctimas de Bombardeo de la OTAN sobre Yugoslavia. Fue construido según la idea de los hermanos escultores Svetozar y Svetomir Radović y los arquitectos Marko Stevanović y Miodrag Cvijić. El monumento fue desvelado el 12 de junio de 2000 en el aniversario del final del Bombardeo de la OTAN en presencia de los oficiales políticos más importantes. El monumento La llama eterna mide 28 metros, aunque debió de medir 78 metros, lo que simboliza el número de días de Bombardeo de la OTAN. La llama de ”La llama eterna“ flameaba hasta el 5 de octubre de 2000. Entonces los policías que vigilaban el monumento se retiraron, y unos vándalos desconocidos allanaron en el edificio con el gas, dañaron las instalaciones y así apagaron ”La llama eterna“. Otros descorcharon la entrada principal y entraron en el obelisco. Entonces esta misma noche un grupo de jóvenes removió y agarró los focos costosos. Poco después el monumento fue abigarrado con grafitis que completamente cubrieron las inscripciones y arruinaron aspecto del monumento. Después de eso removieron las letras del texto ”La llama eterna“ en el cual fue declarado a quién fue dedicado el monumento. El monumento fue descuidado hasta 2009 cuando los mensajes dibujados fueron repintados y el acceso a ”La llama eterna“ fue limpiado gracias a la iniciativa del Club de los generales y almirantes serbios, pero la llama jamás fue reavivada otra vez. 

## Famosos en el parque
En este parque numerosos funcionales y famosos plantaron árboles como señal de amistad, entre ellos eran François Mitterrand, Josip Broz Tito, Sri Pandit Jawaharlal Nehru, Gamal Abdel Nasser, Isabel II del Reino Unido, Fidel Castro, Muamar el Gadafi, Haile Selassie, Leonid Brézhnev, Mijaíl Gorbachov, Richard Nixon, Jimmy Carter, Todor Zhivkov, Nicolae Ceaușescu, Kim Il-sung, Indira Gandhi y otros.  El último oficial que plantó un árbol durante el tiempo de República Federativa Socialista de Yugoslavia era el presidente rumano Ion Iliescu, que el año 1991 plantó el árbol 194°  en el parque. Después de la disolución de Yugoslavia, la tradición de plantar los árboles fue mantenida en el parque, así que los miembros del grupo The Rolling Stones también plantaron un árbol el año 2007, antes de su concierto en Belgrado.

## Galería

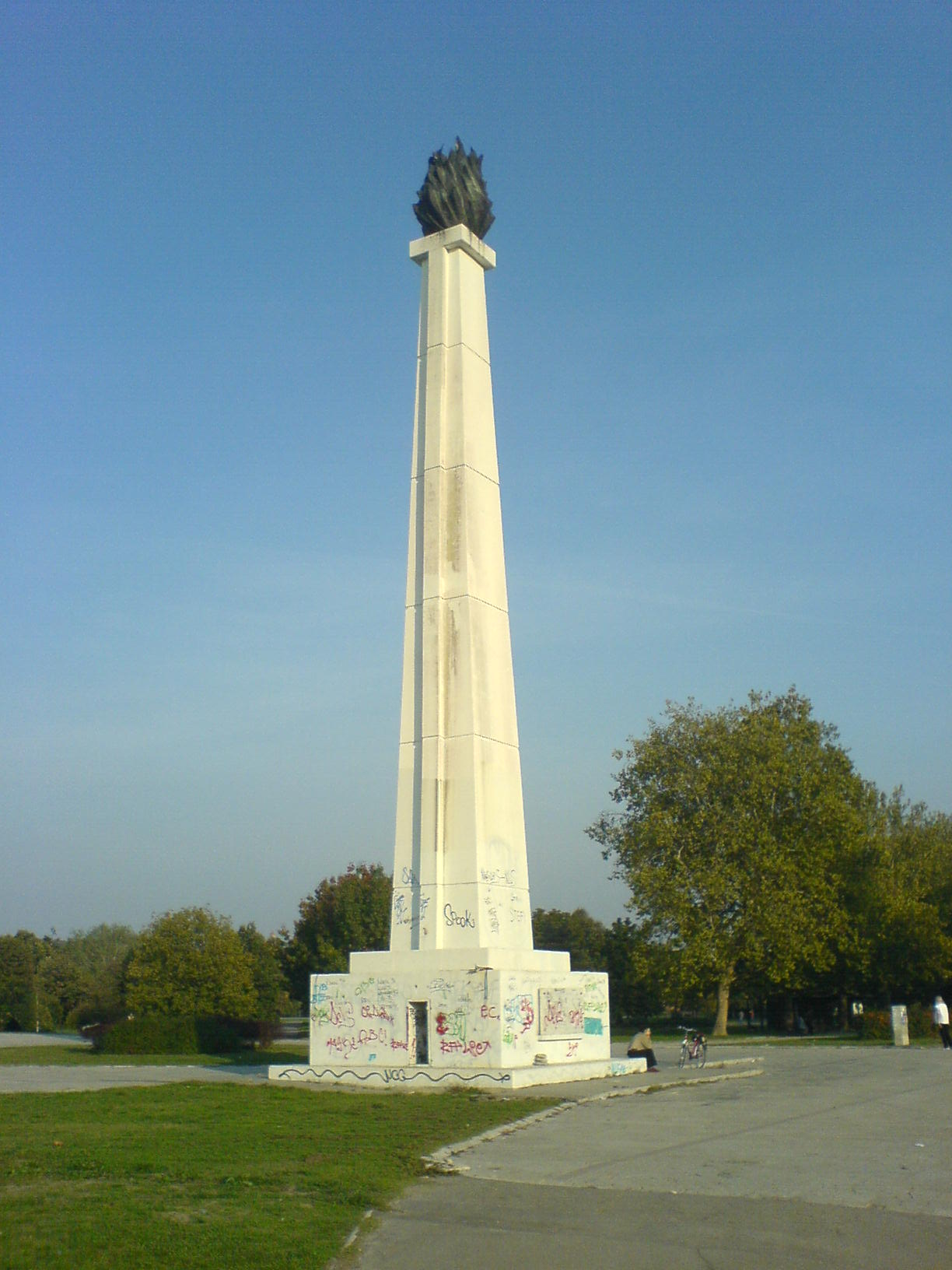
El monumento ”La llama eterna“
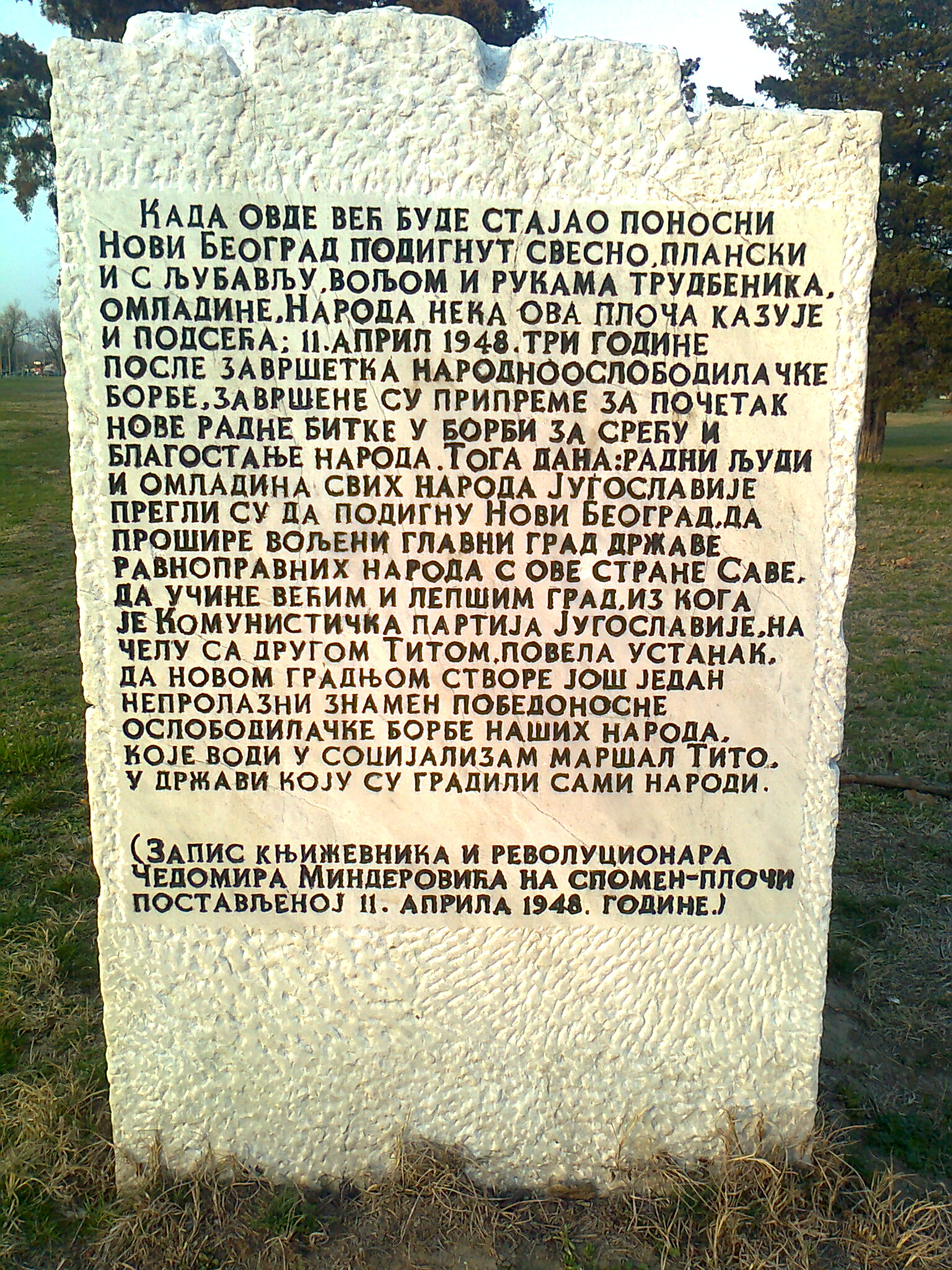
El monumento memorial del inicio de la construcción de Nuevo Belgrado
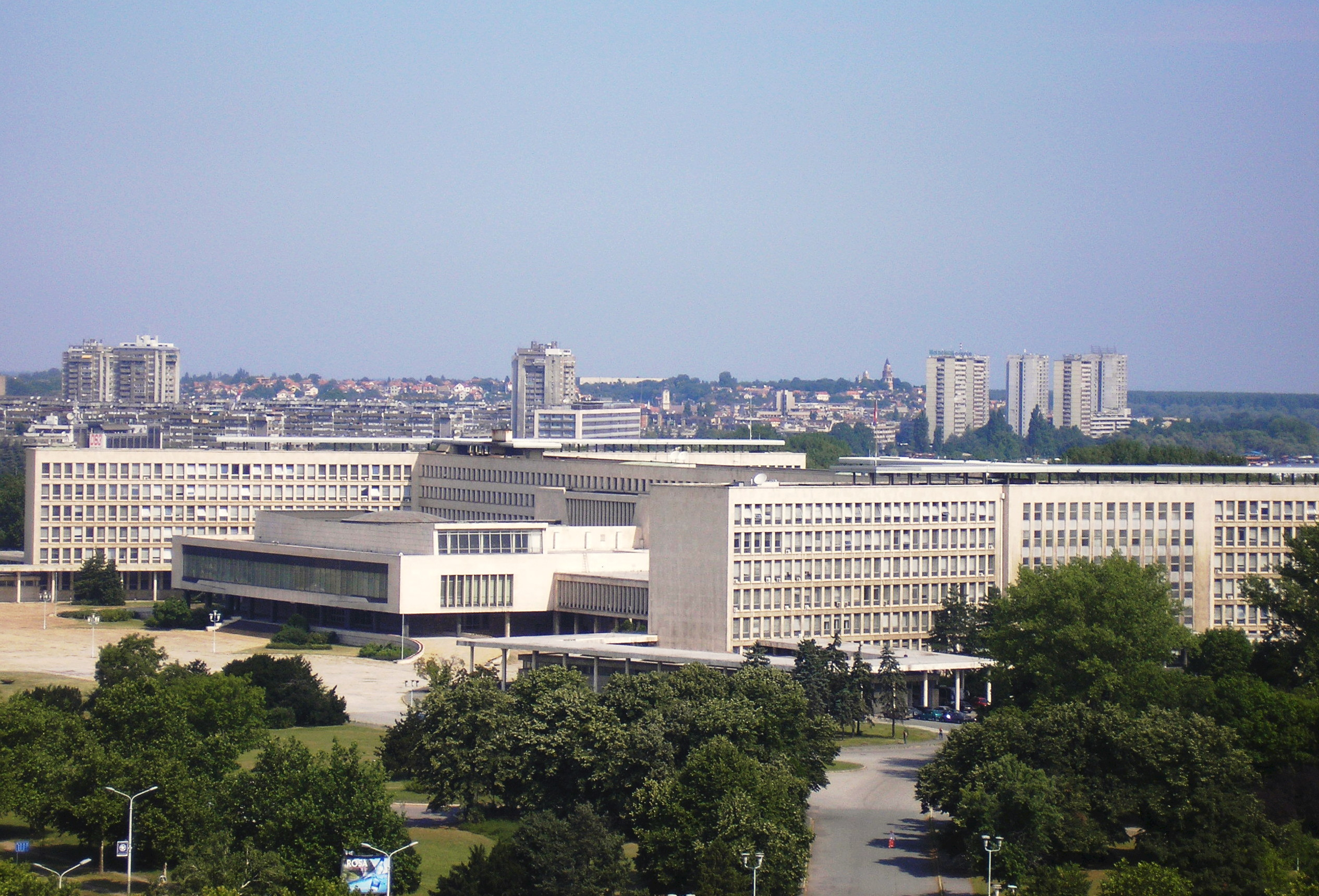
El palacio de Serbia